# Эрнст, Джимми
Джимми Эрнст (англ. Jimmy Ernst; 24 июня 1920, Кёльн, Германия — 6 февраля 1984, Нью-Йорк, США), имя при рождении — Ханс-Ульрих Эрнст (нем. Hans-Ulrich Ernst) — американский художник немецкого происхождения, работавший в стиле абстрактного экспрессионизма.

## Ранние годы
Родился 24 июня 1920 года в Кёльне, Германия. Был сыном Макса Эрнста, немецкого художника, скульптора, поэта, и Луизы Штраус, известного историка и журналиста. После развода своих родителей в 1922 году Джимми остался со своей матерью в Кёльне. Он посетил своего отца только в 1930 году во Франции, где познакомился со многими известными художниками, такими как: Луис Бунюэль Портолес, Сальвадор Дали, Альберто Джакометти, Андре Массон, Жоан Миро-и-Ферра, Ман Рэй, Рэмон Жорж Ив Танги, а также с любовницей своего отца Леонорой Каррингтон.
В феврале 1933 года, через месяц после того, как Гитлер стал канцлером Германии, СС обыскала квартиру Луизы Штраус. Будучи известным интеллектуалом и еврейкой, она была арестована новым режимом. Эрнст был отправлен к своему деду, отцу Луизы. В июне 1938 года на борту лайнера «SS Manhattan» из Гаврского порта во Франции Джимми Эрнст отплыл в Нью-Йорк. В Нью-Йорке он познакомился с другими европейцами-эмигрантами и представителями городского авангардизма. В 1940 году обратился в «Комитет Экстренного Спасения» (англ. Emergency Rescue Committee, ERC) чтобы обеспечить освобождение своего отца из лагеря для интернированных. ERC обеспечили его освобождение в 1941 году и Макс Эрнст прибыл в Нью-Йорк из оккупированной нацистами Франции. Позже, без ведома Джимми Эрнста, его мать, Луиза Штраус, была переведена из лагеря для интернированных «Дранси» во Франции в концентрационный лагерь в Освенциме, где и погибла в июле 1944 года.

## Профессиональная деятельность
В 1942 году Джимми Эрнст стал директором «Галереи искусства этого столетия» (англ. The Art of This Century Gallery). Годом позже он провёл свою первую персональную выставку.
В течение поздних 1940-х он стал членом «восемнадцати вспыльчивых» (англ. The Irascible Eighteen), группы художников-абстракционистов, выражавших протест против политики нью-йоркского Метрополитен-музея по отношению к изобразительному искусству Соединённых Штатов 1940-х годов. В эту группу также входили: Виллем де Кунинг, Адольф Готлиб, Эд Рейнхардт, Хедда Стерн, Ричард Пузетт-Дарт, Уильям Базиотис, Пол Джексон Поллок, Джеймс Брук, Клиффорд Стилл, Роберт Мотеруэлл, Брэдли Уолкер Томлин, Теодорос Стамос, Барнетт Ньюман и Марк Ротко. Все они вместе с Джимми Эрнстом являлись представителями нью-йоркской школы.
В 1951 году Джимми стал преподавателем кафедры дизайна в Бруклинском колледже.
В 1969 году переехал в Ист-Хамптон, пригород Нью-Йорка. Позже, в 1980 году построил зимний дом во Флориде.
В 1957 году награждён премией Hassam, Speicher, Betts, and Symons Purchase Fund, позднее ещё дважды получал эту премию, в 1964 и 1970 годах. В 1961 году награждён Стипендией Гуггенхайма. В 1977 году был принят в ряды Национальной академии дизайна в звании младшего члена академии. В 1982 году получил почётную степень Лонг-Айлендского университета. В 1983 году был избран постоянным членом Американской академии искусств и литературы.
Джимми Эрнст умер 6 февраля 1984 года в Нью-Йорке, похоронен на кладбище Грин-Ривер (англ. Green River Cemetery) в местечке Спрингс города Ист-Хамптон, округ Саффолк штата Нью-Йорк.

## Стиль
Джимми Эрнст был художником-абстракционистом, который, как правило, писал свои работы используя преимущества широких цветовых областей вместе с линиями и сетками. Он был заинтересован в сохранении линейной точности и логики картины, что, по его мнению, способствовало «освобождению» объекта картины вместе с цветовыми областями. Он считал, что в подавляющем большинстве работ они выполняли пассивную функцию, он же заставлял их выполнять функцию выразительную. В то время как подход Эрнста к цвету напоминает абстрактную живопись США, линейная сторона его работ схожа с таковой у Пауля Клее и Лионеля Фейнингера, которые уже работали в Германии во времена детства Эрнста. Как многие сюрреалисты и абстрактные экспрессионисты, Эрнст начинал писать не имея изначальной идеи и мог на полпути поменять саму идею картины.

## Личная жизнь
Эрнст женился на Эдит Даллас Бауман Броуди (более известной как Даллас) 3 января 1947 года. У них было двое детей, Эми Луиза (род. 1953) и Эрик Макс (род. 1956). Впоследствии оба стали художниками.
Мемуары Джимми Эрнста, «A Not-So-Still Life», повествующие о его юности и первых годах жизни в США были опубликованы незадолго до смерти художника в 1984 году. В память о своём муже, Даллас Эрнст учредила премию Джимми Эрнста (англ. Jimmy Ernst Award). Денежное вознаграждение в размере 10 000 долларов присуждается художникам или скульпторам, «которые последовательно и преданно вносили свой вклад в искусство». Американская академия искусств и литературы выдает премию Джимми Эрнста ежегодно с 1990 года.